# Melodifestivalen 2024
Melodifestivalen 2024 és la 64a edició del Melodifestivalen, el festival musical en què es triarà el representant de Suècia al Festival de la Cançó d'Eurovisió 2024. És organitzada per Sveriges Television i tindrà lloc a Suècia entre el 3 de febrer i el 9 de març del 2024.

## Calendari
Aquesta és la programació del festival.
| Ronda                 | Data           | Ciutat     | Estadi             |
| --------------------- | -------------- | ---------- | ------------------ |
| Primera eliminatòria  | 3 febrer 2024  | Malmö      | Malmö Arena        |
| Segona eliminatòria   | 10 febrer 2024 | Göteborg   | Scandinavium       |
| Tercera eliminatòria  | 17 febrer 2024 | Växjö      | Vida Arena         |
| Quarta eliminatòria   | 24 febrer 2024 | Eskilstuna | Stiga Sports Arena |
| Cinquena eliminatòria | 2 març 2024    | Karlstad   | Löfbergs Arena     |
| Final                 | 9 març 2024    | Estocolm   | Friends Arena      |

## Participants
El 1r de desembre del 2023, SVT va anunciar els candidats i les cançons amb què participaran.
| Artista            | Cançó                                |
| ------------------ | ------------------------------------ |
| Adam Woods         | «Supernatural»                       |
| Albin Tingwall     | «Done Getting Over You»              |
| Annika Wickihalder | «Light»                              |
| Cazzi Opeia        | «Give My Heart a Break»              |
| Chelsea Muco       | «Controlla»                          |
| C-Joe              | «Ahumma»                             |
| Clara Klingenström | «Aldrig mer»                         |
| Danny Saucedo      | «Happy That You Found Me»            |
| Dear Sara          | «The Silence After You»              |
| Dotter             | «It's Not Easy to Write a Love Song» |
| Elecktra           | «Banne maj»                          |
| Elisa Lindström    | «Forever Yours»                      |
| Engmans Kapell     | «Norrland»                           |
| Fröken Snusk       | «Unga & fria»                        |
| Gunilla Persson    | «I Won't Shake (La La Gunilla)»      |
| Jacqline           | «Effortless»                         |
| Jay Smith          | «Back to My Roots»                   |
| Kim Cesarion       | «Take My Breath Away»                |
| Klaudy             | «För dig»                            |
| Lasse Stefanz      | «En sång om sommaren»                |
| Lia Larsson        | «30 km/h»                            |
| Liamoo             | «Dragon»                             |
| Lisa Ajax          | «Awful Liar»                         |
| Marcus & Martinus  | «Unforgettable»                      |
| Maria Sur          | «When I'm Gone»                      |
| Medina             | «Que Sera»                           |
| Melina Borglowe    | «Min melodi»                         |
| Samir & Viktor     | «Hela världen väntar»                |
| Scarlet            | «Circus X»                           |
| Smash Into Pieces  | «Heroes Are Calling»                 |